# Komarnik
Komarnik (rjeđe komarnica) je zaštitna sitasta mrežica protiv komaraca, muha i ostalih kukaca koja se rasprostire na vanjske strane prozora, vrata i inih otvora ili ulaza, a najčešće se izrađuje od tila , poliestera, PVC-a i sličnih otpornih umjetnih materijala. Uporaba im je raširena u tropskim područjima (posebno u onima s brojnim populacijama komaraca malaričara) i u krajevima s toplim i vlažnim ljetima (sredozemna i umjerena klima), pogodnima za razmnožavanje različitih vrsta kukaca. Pogodni su jer onemogućujući ulazak neželjenih kukaca ujedno i ne sprječavaju prozračivanje prostora.
Postoje i elektrizirani komarnici koji kukce usmrćuju strujnim udarom, a obično ih privlače ili, bolje rečeno, mame šarenim ili fluorescencijskim osvjetljenjem. Sami se komarnici razlikuju po načinu sklapanja, sustavu za otvaranje i vrsti mreže. Tako postoje samostalni, klizni, vratni, namotajni (rolo), pilsirani, ugradbeni i fiksni komarnici.
U Hrvatskoj su rašireni duž jadranske obale, ali i u Istočnoj Slavoniji. Česti su u smještajnim (hoteli, hosteli, apartmani) i ugostiteljiskim objektima (restoranima, kafićima).